# Manuel Osa Nsue Nsua
D. Manuel Osa Nsue Nsua (* 21. Juli 1976) ist ein äquatorialguineischer Politiker und Bankier sowie seit August 2024 Premierminister der Republik Äquatorialguinea. Zudem diente er von 2012 bis zu seiner Ernennung zum Premierminister als Chief Executive Officer der Banco Nacional de Guinea Ecuatorial (BANGE).

## Frühe Jahre und Ausbildung
Osa wurde am 21. Juli 1976 in Andom-Onvang, im Bezirk Nsok-Nsomo, geboren. Nachdem er mit sechs Jahren zu seiner Schwester nach Spanien gezogen war, erwarb er dort seinen Bachelor-Abschluss und studierte anschließend Wirtschaftswissenschaften und Volkswirtschaftslehre an der Universität der Balearen. Außerdem erlangte Manuel Osa Nsue Nsua 2005 einen Master in Finanzmanagement und Betriebswirtschaftlicher Buchführung an der Universität Pompeu Fabra.

## Karriere

### Berufliche Laufbahn
Als Osa 2012 nach Äquatorialguinea zurückkehrte, wurde er zum Chief Executive Officer der Banco Nacional de Guinea Ecuatorial (BANGE) ernannt. Unter seiner Leitung konnte das Bankinstitut erfolgreich saniert und expandiert werden.

### Politische Laufbahn
Am 16. August 2024 wurde Manuel Osa Nsue Nsua vom Staatspräsidenten Teodoro Obiang Nguema Mbasogo zum Premierminister der Republik Äquatorialguinea ernannt. Er trat sein Amt als Premierminister an, nachdem Manuela Roka Botey zurückgetreten war, da sie die Wirtschaftskrise im Land nicht bewältigen konnte.